# Shinjitai
Shinjitai (Nhật: 新字体 Hepburn: (Tân tự thể), "kiểu chữ mới") là một ít dạng đơn giản hoá Kanji (Hán tự) được sử dụng và chính thức trở thành tiêu chuẩn ở Nhật Bản kể từ khi danh sách Tōyō Kanji (当用漢字 (Đương dụng Hán tự) "chữ Hán đang dùng") được ban hành vào năm 1946. Một số Kanji mới trong Shinjitai giống với chữ Hán giản thể, nhưng nói chung Shinjitai chỉ sửa đổi và giản lược trong một phạm vi giới hạn.
Shinjitai được tạo ra bằng cách giảm số lượng nét trong Kyūjitai (旧字体 (Cựu tự thể) "kiểu chữ cũ") hoặc Seiji (正字 (Chính tự) "chữ viết đúng"), vốn là Kanji không đơn giản hóa (thường tương tự chữ Phồn Thể), sự đơn giản hóa này trải qua một quá trình (tương tự như quá trình đơn giản hóa của tiếng Trung giản thể nhưng không toàn diện bằng). Phương pháp phổ biến là thay thế các bộ có cùng âm On (音符 - Âm Phù) bằng một nét chữ khác, hoặc bằng bộ khác đơn giản hơn nhưng đọc giống nhau.
Đã có một vài giai đoạn đơn giản hóa được thực hiện kể từ những năm 1950, nhưng những thay đổi duy nhất trở thành chính thức là những thay đổi trong Danh sách Jōyō Kanji vào năm 1981 và 2010.

## Lịch sử
Do sự phức tạp của Kanji, nhiều chữ viết tay được sử dụng rộng rãi. Quá trình cải cách chữ Hán ở Nhật Bản diễn ra vào thời hậu chiến, sau đó trở thành ký tự chính thức trong các cuộc cải cách sau chiến tranh.
| Kiểu chữ cũ Kyūjitai | → | Kiểu chữ mới Shinjitai | Âm On          | Âm Kun              | Âm hán việt | Nghĩa                                                      |
| -------------------- | - | ---------------------- | -------------- | ------------------- | ----------- | ---------------------------------------------------------- |
| 鐵                   | → | 鉄                     | テツtetsu      | くろがねkurogane    | Thiết       | (danh từ) sắt                                              |
| 與                   | → | 与                     | ヨyo           | あた(える) ata(eru) | Dữ          | (động từ) cho, và, đối với...                              |
| 學                   | → | 学                     | ガクgaku       | まな(ぶ) mana(bu)   | Học         | (danh từ) học                                              |
| 體                   | → | 体                     | タイtai        | からだkarada        | Thể         | (danh từ) thân thể                                         |
| 臺                   | → | 台                     | ダイdai        | たに tani           | Đài         | (danh từ) cái bệ cao; (đơn vị đếm) máy móc                 |
| 國                   | → | 国                     | コクkoku       | くにkuni            | Quốc        | (danh từ) đất nước                                         |
| 關                   | → | 関                     | カンkan        | せきseki            | Quan        | (danh từ) cái cổng; quan hệ                                |
| 寫                   | → | 写                     | シャsha        | うつ(す) utsu(su)   | Tả          | (động từ) sao chép                                         |
| 廣                   | → | 広                     | コウkō         | ひろ(い) hiro(i)    | Quảng       | (tính từ) mở rộng, rộng                                    |
| 狀                   | → | 状                     | ジョウjō       | Không có            | Trạng       | (danh từ) hình thức                                        |
| 歸                   | → | 帰                     | キki           | かえ(る) kae(ru)    | Quy         | (động từ) trở về                                           |
| 齒                   | → | 歯                     | シshi          | はha                | Xỉ          | (danh từ) răng                                             |
| 步                   | → | 歩                     | ホho フfu ブbu | ある(く) aru(ku)    | Bộ          | (động từ) đi bộ; (đơn vị đếm) bước                         |
| 圓                   | → | 円                     | エンen         | まる(い) maru(i)    | Viên        | (danh từ) hình tròn; (đơn vị đếm) yên (tính từ) tròn, tròn |

Phần lớn các ký tự trong tiêu chuẩn mới có ít nét hơn các mẫu cũ, mặc dù trong một số trường hợp, chúng có cùng số lượng và trong một số trường hợp khác, chúng có thêm một nét. Đơn giản hóa triệt để nhất là chữ 廳 → 庁 (Hán Việt: Sảnh), khi bên trong thay toàn bộ chữ Thính 聽 bằng chữ Đinh 丁, loại bỏ 20 nét. Có thể tra cứu danh sách đầy đủ về số nét giảm tại: [新字体はどこまで画数を減らしたか？](2004/10/16)

### Các kiểu đơn giản hóa Kanji không chính thức
Tiêu chuẩn Công nghiệp Nhật Bản (JIS) có nhiều Kanji được đơn giản hóa theo mô hình Shinjitai, chẳng hạn như 﨔 (dạng đơn giản của 欅), nhiều chữ trong số này đã có trong bộ Unicode, nhưng không có trong hầu hết các bộ Kanji.
Kiểu Ryakuji (略字, Lược Tự) để sử dụng chữ viết tay, chẳng hạn như chữ viết tắt của 門 (tiếng Trung giản thể: 门) và 第 (có trong Unicode dưới dạng 㐧) nhưng không phải là một phần của Shinjitai và do đó không phải là kiểu chữ chính thức.

## Phương pháp đơn giản hóa Kanji

### Áp dụng các hình thức thảo thư
Chữ viết thảo (còn được gọi là chữ viết cỏ) và các dạng bán chữ thảo của kanji được sử dụng như Shinjitai. Ví dụ:
- 圖→図
- 觀→観
- 示 →礻
- 晝→昼

### Tiêu chuẩn hóa và thống nhất các dạng ký tự
Các ký tự trong đó có hai hoặc nhiều biến thể được tiêu chuẩn hóa dưới một hình thức. Bộ 辶 trước đây được in bằng hai dấu chấm (như trong hyōgaij i逞) nhưng được viết bằng một (như trong 道), vì vậy dạng viết với một dấu chấm đã trở thành tiêu chuẩn. Phần trên của các ký tự半, 尊, và平trước đây được in thành 八 và viết 丷, nhưng dạng in cũ vẫn được thấy trong các ký tự hyōgaiji 絆 và 鮃.

### Thay đổi các chữ dựa vào âm On
Các bộ chữ được thay thế ở phần các phần ngữ âm bằng các từ đồng âm có ít nét hơn. Ví dụ,圍 đã được đổi thành 囲, bởi vì 韋 và 井 là từ đồng âm.

### Chấp nhận một số ký tự biến thể
Trong một số trường hợp, một ký tự tiêu chuẩn đã được thay thế bằng một ký tự biến thể, ví dụ: 證 → 証 và 燈 → 灯, thay thế 登 → 正 và 登 → 丁 tương ứng. Trong cả hai trường hợp, ký tự biến thể có một ý nghĩa và cách đọc khác nhau nhưng vẫn được chấp nhận do số lượng nét của nó ít hơn.

### Loại bỏ các thành phần
Một số Kanji đã được đơn giản hóa bằng cách loại bỏ toàn bộ thành phần. Ví dụ:
- 倠 một phần của 應 đã bị loại bỏ để trở thành 応
- 藝→芸
- 罐→缶
- 縣→県
- 絲→糸
- 蟲→虫
- 餘→余

### Thêm một nét vẽ
Một số Kanji đã được thêm nét vẽ để làm cho bố cục đều đặn hơn:
- 步→歩 (涉→渉, 頻→頻)
- 賓→賓
- 卷→巻　(圈→圏) – đổi nét dưới 己
- 綠→緑　(錄→録) – đổi nét trên thành 彐
- 免 (勉, 晚→晩)
- 卑 (碑) – trước đây nó là nét nhỏ ở phía trên bên trái của chữ 十, là một phần của nét dọc trong chữ 田, nhưng bây giờ nó là một nét riêng biệt.

## Sự khác biệt trong việc đơn giản hóa giữa tiếng Trung Giản Thể và tiếng Nhật
| Nội dung so sánh                                                 | Phồn Thể | Giản Thể | Tiếng Nhật hiện đại |
| ---------------------------------------------------------------- | -------- | -------- | ------------------- |
| Giữ nguyên Những chữ này không hề thay đổi ở tất cả hệ thống chữ | 悲       | 悲       | 悲                  |
| Giống nhau trong cả hai ngôn ngữ                                 | 獻       | 献       | 献                  |
| Chỉ giản thể ở tiếng Trung                                       | 緊       | 紧       | 緊                  |
| Chỉ giản thể ở tiếng Nhật                                        | 惠       | 惠       | 恵                  |
| Giản thể khác nhau ở tiếng Trung và tiếng Nhật                   | 棧       | 栈       | 桟                  |
| Đơn giản hóa tiếng Trung quyết liệt hơn                          | 驅       | 驱       | 駆                  |
| Đơn giản hóa Kanji quyết liệt hơn                                | 圓       | 圆       | 円                  |